# Finländska mästerskapet i fotboll 1928
Finländska mästerskapet i fotboll 1928 vanns av TPS.

## Finalomgång

### Semifinaler
| HPS Helsingfors | TPS          | 3-4 |
| IFK Helsingfors | Sudet Viborg | 4-1 |

### Final
| TPS | IFK Helsingfors | 1-1 | 3-2 |

- TPS finländska mästare i fotboll 1928.